# Interclub (schaken)
De nationale interclub is de competitie die voor Belgische schaakverenigingen wordt georganiseerd door de Koninklijke Belgische Schaakbond (KBSB).
Net als in het Nederlands systeem, speelt men in België één keer tegen elke ploeg. De thuisploeg heeft telkens wit op de oneven borden. De competitie begint normaal rond september-oktober en eindigt na 11 ronden. In elke reeks zitten er namelijk 11 of 12 ploegen. Afhankelijk van de klasse, spelen er meer of minder spelers mee. Meerdere ploegen kunnen afgevaardigd worden van één club. Zo is er bijvoorbeeld KGSRL 1 en KGSRL 2, Veurne 1 en Veurne 2. De KBSB probeert om de reistijden van deelnemende ploegen zo veel mogelijk te beperken. Een ploeg uit Limburg zal daarom zelden tot nooit in eenzelfde serie geloot worden als een ploeg uit West-Vlaanderen.

## Klassen

### Eerste klasse
Dit is de hoogste klasse van de nationale interclub. De winnaar van deze reeks mag zich één jaar ploegenkampioen van België noemen. De laatste twee ploegen zakken naar de tweede klasse, elk in één groep. Er spelen hier telkens acht spelers mee per ploeg.

### Tweede klasse
De tweede klasse is het tweede niveau van de interclub. Er bestaan twee series: A en B. De winnaar van de tweede klasse in A en B promoveren naar de eerste klasse. De laatste twee ploegen van elke serie zakken naar de derde klasse. Net als in de eerste klasse spelen hier acht spelers mee in elke ploeg.

### Derde klasse
De derde klasse is het derde niveau van de nationale interclub. Er zijn vier series: A, B, C en D. De winnaar van elke serie stijgt naar de tweede klasse. De laatste twee ploegen van elke serie zakken naar de vierde klasse. Er spelen telkens zes spelers mee per ploeg.

### Vierde klasse
De vierde klasse is het vierde niveau van de nationale interclub. Er zijn acht series: A, B, C, D, E, F, G en H. De winnaar van elke serie stijgt naar de derde klasse. De laatste twee ploegen van elke serie zakken meestal rechtstreeks naar de vijfde klasse. Er spelen telkens vier spelers mee per ploeg.

### Vijfde klasse
De vijfde klasse is het vijfde en tevens laagste niveau van de nationale interclub. Er zijn dertien series: A, B, C, D, E, F, G, H, I, J, K, L en M. Men vult de series op zodat alle ploegen kunnen meespelen. Men is tot nu toe nog nooit aan zestien volledige series geraakt. De winnaar van elke serie promoveert naar vierde klasse. De tweedes van alle reeksen spelen barrages met de voorlaatsten van de vierde klasse verdeeld in drie groepen. De winnaars daarvan promoveren eveneens. De rest gaat naar de vijfde klasse. Er spelen telkens vier spelers mee per ploeg.